# Punta Lavina
Punta Lavina lub Torre di Lavina – szczyt w Alpach Graickich, części Alp Zachodnich. Leży w północnych Włoszech na granicy regionów Dolina Aosty i Piemont. Należy do masywu Gran Paradiso. Szczyt można zdobyć ze schroniska Bivacco Pier Mario Davito (2360 m).
Pierwszego wejścia dokonali P.B. Chamonin i P. Chanoux w 1856 r.